# 296. strelska divizija (ZSSR)
296. strelska divizija (izvirno rusko 296. стрелковая дивизия; kratica 296. SD) je bila strelska divizija Rdeče armade v času druge svetovne vojne.

## Zgodovina
Divizija je bila ustanovljena avgusta 1941 in deaktivirana avgusta 1942. Pozneje so jo ponovno ustanovili.